# 茅場橋
茅場橋（かやばばし）は、日本橋川にかかる橋。北東岸は中央区日本橋小網町、南西岸は中央区日本橋茅場町一丁目。橋名は南西岸の町名である茅場町に由来している。

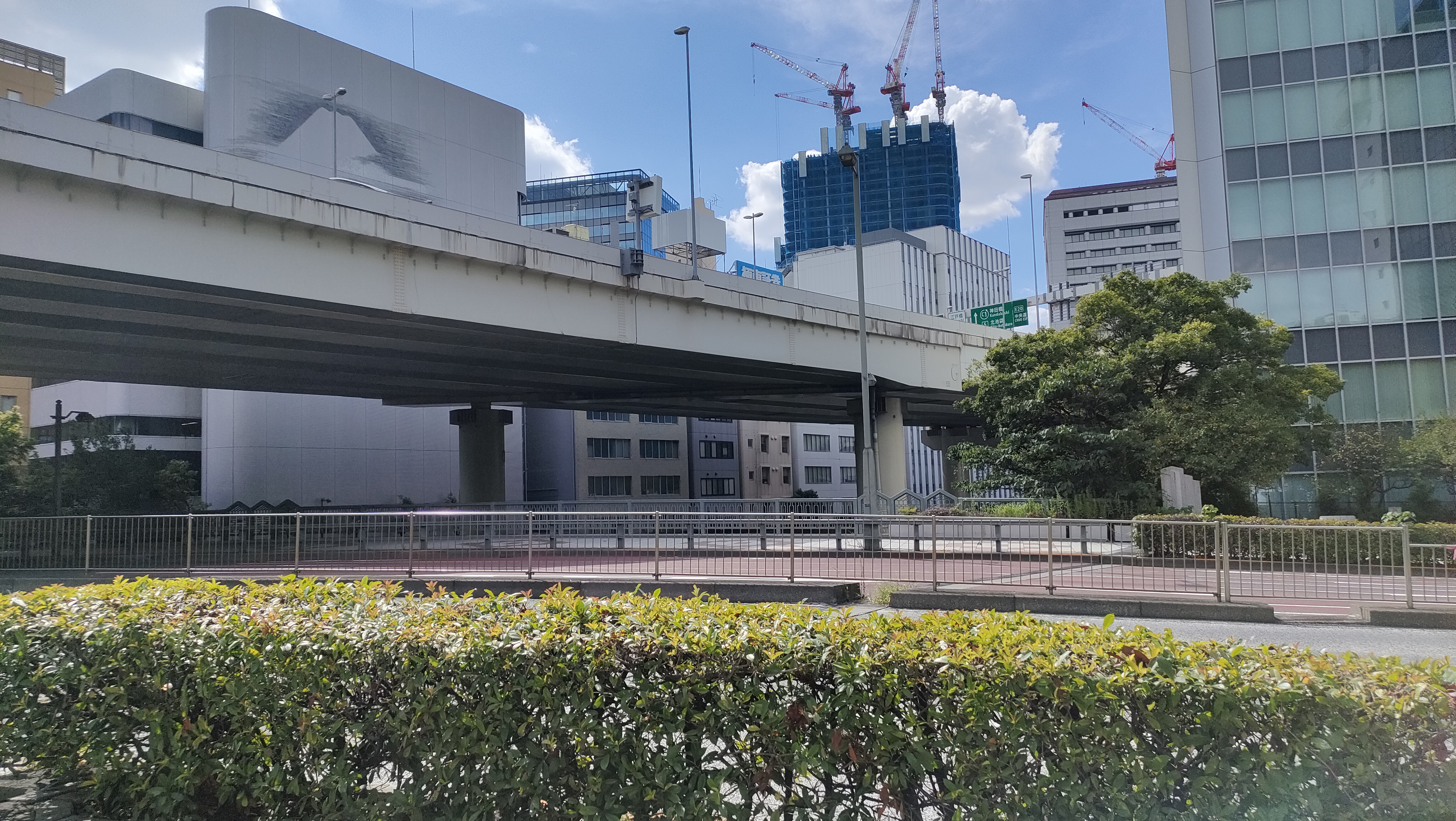
茅場橋から見る富士山の絵

## 橋の概要
- 構造形式
  - 1径間鋼鈑桁橋[1][3]
- 橋長 57.60 m
- 総幅員 30.00 m
- 竣工 1992年

## 歴史
1929年に震災復興再開発事業の震災復興橋梁の一つとして架橋された。

## その他
地図によっては茅場橋の真下を東京メトロ日比谷線が通過しているように描かれるが、これは不正確で、実際は緩いカーブで茅場橋の約20 m上流側を通過している。

## 隣接する橋
- 日本橋川

（上流側） - 鎧橋 - 茅場橋 - 湊橋 - （下流側）